# Perilymfa
Perilymfa je extracelulární tekutina vnitřním uchu. Nachází se ve scala tympani a scala vestibuli v hlemýždi. Iontové složení perilymfy je srovnatelné se složením plazmy a mozkomíšního moku. Hlavním kationtem v perilymfě je sodík, přičemž hodnoty koncentrace sodíku a draslíku v perilymfě jsou 138 mM a 6,9 mM.
Vnitřní ucho má dvě hlavní části, hlemýždě (cochlea) a vestibulární orgán. Ve spánkové kosti potom tvoří kostěný labyrint (labyrinthus osseus). Uvnitř něho se nachází blanitý labyrint (labyrinthus membranaceus). Blanitý labyrint obsahuje endolymfu a je obklopen perilymfou. Perilymfa v kostním labyrintu slouží je spojena s mozkomíšním mokem subarachnoidálního prostoru pomocí perilymfatického kanálu.
Perilymfa a endolymfa mají jedinečné iontové složení nezbytné pro správnou funkci regulac elektrochemických impulsů vlasových buněk, umožňující slyšení. Elektrický potenciál endolymfy je ~ 80–90 mV, je pozitivnější než perilymfa díky vyšší koncentraci kationtů draslíku (K + ) v endolymfě a vyššímu obsahu sodíku (Na + ) v perilymfě. To se označuje jako endokochleární potenciál.
Perilymfa je tekutina obsažená v kostěném labyrintu, obklopující a chránící blanitý labyrint; perilymfa svým složením připomíná extracelulární tekutinu (sodné soli jsou převládajícím pozitivním elektrolytem). Prostřednictvím aqueductus cochleae komunikuje s mozkomíšním mokem.